# Марин, Майк
Майк Марин (нем. Mike Mareen, настоящее имя — Уве-Михаэль Вишхоф, родился 9 ноября 1949 года, Западный Берлин) — немецкий певец, продюсер и музыкант. Он известен своими электронными мелодиями и песнями в стиле итало-диско.

## Карьера
Майк Марин начал свою карьеру в начале 1980-х игрой на ударных инструментах в клубах Германии, затем перебрался в Нью-Йорк, и там был вокалистом различных дискогрупп. В 1982 году он основал свой собственный лейбл — Night’N'Day Records, основной задачей которого стала помощь молодым артистам делать первые шаги в музыкальном бизнесе. В 1983 году Майк Марин выпускает свою первую песню «Das Rythm», исполненную на языке зулу. В 1984 году выпустил первый альбом — «Dance Control». Песня Dancing in the Dark стала хитом № 1 1985 года в более чем 25 странах мира. В том же году песня «Here I Am» получает большую популярность среди слушателей. В 1986 году выходит сингл Love Spy, ставший одной из самых популярных песен 80-х. Через год выходит очередной альбом «Let’s Start Now» с хитом Agent of Liberty.
В 1991 году по просьбе диджеев сделал ремиксы всех своих хитов. В 1998 году возвращается в музыку, и в 2004 году выходит третий альбом Майка Марина — «Darkness And Light». В 2000—2003 годах Марин гастролировал по Европе, собирая старых поклонников в небольших клубах.
В 2005 году был участником фестиваля Авторадио Дискотека 80-х с песнями Love Spy и Agent of Liberty.

## Дискография
- Mike Mareen 70's (1979 )
- Dance Control (1985)
- Love Spy (1986)
- Let's Start Now (1987)
- Synthesizer Control (1988)
- TV Talk 2000 (2000)
- Darkness and Light (2004)

### Сборники
- The Best of Mike Mareen (1998 )